# Epiphyllum hookeri subsp. pittieri
Az Epiphyllum hookeri subsp. pittieri egy közép-amerikai epifita kaktusz, melyet gyűjteményekben csak ritkán lehet megtalálni. Idős korában alacsony törzset nevel. Korábban önálló fajnak tartották és Epiphyllum pittieri néven volt ismert.

## Elterjedése és élőhelye
Costa Rica; epifitikus atlantikus erdőkben, a tengerszinttől 830 m tszf. magasságig.

## Jellemzői
Legfeljebb 3 m hosszú lecsüngő bokor, hengeres törzzsel, hajtásai keskenyek, legtöbbször 50 mm szélesek, távol álló areolákkal. Virágai 100–130 mm hosszúak, illatosak, pericarpiuma számos vörös pikkellyek borított. A virágtölcsér 80 mm hosszú, fehér vagy zöldesfehér, a töve mindig vörös. A belső szirmok rövidebbek, fehérek. A porzók fehérek, a virágból kinyúlnak, a bibe tövén vörös vagy rózsaszínű, feljebb fehér. Termése vörös, 20 mm hosszú bogyó.